# Günter Gleis
Günter Gleis (* 5. Dezember 1936) war Fußballspieler im Bereich des DDR-Fußball-Verbandes. In dessen höchster Spielklasse, der DDR-Oberliga, spielte er zwischen 1957 und 1961 für den SC Turbine Erfurt. 
Nachdem Gleis bis 1956 ausschließlich im Tor der Reservemannschaft des SC Turbine Erfurt gestanden hatte, gab ihm Trainer Hans Rüger die Gelegenheit, in den letzten fünf Punktspielen der DDR-Oberliga das Tor der 1. Turbine-Mannschaft zu hüten. Mit sechs Gegentoren war die Bilanz des 20-Jährigen wenig befriedigend. Trotzdem erhielt Gleis zu Beginn der Spielzeit 1958 erneut eine Bewährungschance und stand in den ersten vier Oberliga-Punktspielen wieder im Tor. In diesen Spielen musste er wieder sechs Gegentore hinnehmen mit der Folge, dass er anschließend wieder vom bisherigen Stammtorwart Rolf Jahn abgelöst wurde. In der Saison 1958 stand Gleis insgesamt neunmal in Oberligaspielen im Tor. 1959 hatte er gegen Jahn keine Chance und spielte nur dreimal in der Oberliga. 
Nach dieser Saison stieg Turbine Erfurt in die DDR-Liga ab und erhielt dort mit Wolfgang Seifert einen neuen Trainer. Dieser machte Gleis zur Nummer eins im Tor mit dem Ergebnis, dass dieser sämtliche 26 Punktspiele der Erfurter bestritt und dazu beitrug, dass der SC mit den wenigsten Gegentoren (25) den sofortigen Wiederaufstieg in die Oberliga schaffte. Nachdem Rolf Jahn 1960 seine Torwartlaufbahn beendet hatte, bekam Gleis ab 1961 Konkurrenz durch den 20-jährigen Junioren-Nationaltorwart Horst Weigang. Gleis konnte sich aber in der Saison 1961/62, die wegen der Umstellung auf den Sommer-Frühjahr-Rhythmus mit 39 Punktspielen ausgetragen wurde, zunächst wieder als Stammtorhüter durchsetzen und bestritt in den ersten 18 Oberligapunktspielen 12 Partien. Am 24. September 1961 stand Gleis in der Begegnung SC Aufbau Magdeburg gegen SC Turbine Erfurt (3:2) zum letzten Mal in einem Oberligaspiel im Tor. Erfurt war auf den vorletzten Tabellenplatz abgerutscht und hatte mit 37 Toren die meisten Gegentreffer in der Oberliga erhalten. Ab sofort stand nun Weigang im Tor des SC Turbine. Anfang des Jahres 1962 teilte der Sportclub mit, dass Günter Gleis, der bisher 55 Punktspiele – darunter 29 Oberligaspiele – für die Erfurter bestritten hatte, aus disziplinarischen Gründen aus dem Club ausgeschlossen worden sei. 
Zu Beginn der Spielzeit 1962/63 schloss sich Gleis dem viertklassigen Bezirksligisten Empor Ilmenau an. Er gehörte auch zum Kader der Suhler Bezirksauswahl, die 1963 das Halbfinale um den Bezirkswanderpokal des Fußballverbandes erreichte. Später wurde Gleis vom SC Turbine Erfurt begnadigt, wurde aber nur noch in der 2. Mannschaft eingesetzt.